# Tytthoscincus bukitensis
Espèce
Synonymes
- Sphenomorphus bukitensis Grismer, 2007

Tytthoscincus bukitensis est une espèce de sauriens de la famille des Scincidae.

## Répartition
Cette espèce est endémique de l’État de Pahang en Malaisie péninsulaire.

## Description
Les femelles mesurent de 40,5 à 44 mm.

## Étymologie
Son nom d'espèce, composé du mot malais bukit, « la colline » et du suffixe latin -ensis, « qui vit dans, qui habite », lui a été donné en référence au lieu de sa découverte, Fraser's Hill.

## Publication originale
- Grismer, 2007 : A new species of small montane forest floor skink (genus Sphenomorphus Fitzinger 1843) form Southern peninsular Malaysia. Herpetologica, vol. 63, no 4, p. 544-551.